# Baltička košarkaška liga
Baltička košarkaška liga (BBL) je košarkaška regionalna liga Baltičkih republika. 

## Povijest
Osnovana je 2004. po uzoru na regionalnu Jadransku ligu. Liga se sastoji od dva košarkaška ranga Elite Division i Challenge Cupa. 

## Promocija i ispadanje
Sustav natjecanja omogućuje je da posljednjoplasirana momčad Elite Division ispada u Challenge Cup, dok prvoplasirana momčad Challenge Cupa ulazi u Elite Division. Drugoplasirana momčad Challenge Cupa igra dodatne kvalifikacije s pretposljednjom momčadi Elite Division za ulazak u viši rang. 
Prije početka regularnog dijela sezone igra se Presidents Cup (Predsjednički kup) između estonskog, latvijskog, i litavskog prvaka i finalista SEB BBL lige. 

## Završnica
| Sezona    | Pobjednik              | Finalist               | Rezultat      | Domaćin            | Prvak regularne sezone |
| --------- | ---------------------- | ---------------------- | ------------- | ------------------ | ---------------------- |
| 2004./05. | Žalgiris Kaunas        | Lietuvos Rytas Vilnius | 64 : 60       | Vilnius            | Žalgiris Kaunas        |
| 2005./06. | Lietuvos Rytas Vilnius | Žalgiris Kaunas        | 86 : 74       | Tallinn            | Lietuvos Rytas Vilnius |
| 2006./07. | Lietuvos Rytas Vilnius | Žalgiris Kaunas        | 81 : 77       | Riga               | Žalgiris Kaunas        |
| 2007./08. | Žalgiris Kaunas        | Lietuvos Rytas Vilnius | 86 : 84       | Šiauliai           | Lietuvos Rytas Vilnius |
| 2008./09. | Lietuvos Rytas Vilnius | Žalgiris Kaunas        | 97 : 74       | Tartu              | Lietuvos Rytas Vilnius |
| 2009./10. | Žalgiris Kaunas        | Lietuvos Rytas Vilnius | 73 : 66       | Vilnius            | Lietuvos Rytas Vilnius |
| 2010./11. | Žalgiris Kaunas        | VEF Riga               | 75 : 67       | Kaunas             | VEF Riga               |
| 2011/12.  | Žalgiris Kaunas        | Lietuvos Rytas Vilnius | 74 : 70       | Šiauliai           | Šiauliai               |
| 2012./13. | Ventspils              | Prienai                | 91:69, 70:73  | Prienai Ventspils  | igrano u grupama       |
| 2013./14. | Šiauliai               | Prienai                | 62:57, 78:66  | Prienai Šiauliai   | igrano u grupama       |
| 2014./15. | Šiauliai               | Ventspils              | 68:70, 88:80  | Ventspils Šiauliai | igrano u grupama       |
| 2015./16. | Šiauliai               | Tartu Ülikool/Rock     | 74:81, 102:76 | Tartu Šiauliai     | igrano u grupama       |

## Challenge Cup (prvaci)
- 2007./08.  Nevėžis Kėdainiai
- 2008./09.  Sakalai Vilnius
- 2009./10.  Norrkõping Dolphins
- 2010./11.  Juventus Utena
- 2011./12.  Techasas Panevėžys

## Predsjednički kup (BBL Cup)
| Godina | Pobjednik              | Finalist               | Rezultat | Domaćin   |
| ------ | ---------------------- | ---------------------- | -------- | --------- |
| 2008.  | Lietuvos Rytas Vilnius | Barons/LMT Riga        | 80 - 78  | Riga      |
| 2009.  | Žalgiris Kaunas        | Lietuvos Rytas Vilnius | 83 - 78  | Kaunas    |
| 2010.  | Tartu Ülikool/Rock     | Lietuvos Rytas Vilnius | 61 - 57  | Tartu     |
| 2011.  | VEF Riga               | Tartu Ülikool          | 95 - 69  | Tartu     |
| 2012.  | Rakvere Tarvas         | Liepājas Lauvas        | 80 - 71  | Rakvere   |
| 2013.  | Nevežis Kėdainiai      | Tartu Ülikool/Rock     | 82:67    | Kėdainiai |
| 2014.  | Liepāja/Triobet        | Tartu Ülikool/Rock     | 74:61    | Liepāja   |

## Vanjske poveznice
- Službena stranica  Arhivirana inačica izvorne stranice od 16. veljače 2013. (Wayback Machine)

| Međunarodna košarka | Međunarodna košarka |
| --- | ------------------- |
| |                     |
| FIBA \| Olimpijske igre \| Svjetsko prvenstvo \| FIBA-ina ljestvica Afrika: FIBA Afrika – Afričko prvenstvo Amerika: FIBA Amerika – Američko prvenstvo Azija: FIBA Azija - Azijsko prvenstvo Europa: FIBA Europa – Europsko prvenstvo Oceanija: FIBA Oceanija – Oceanijsko prvenstvo |                     |

| Međunarodna košarka | Međunarodna košarka |
| --- | ------------------- |
| |                     |
| FIBA \| Olimpijske igre \| Svjetsko prvenstvo \| FIBA-ina ljestvica Afrika: FIBA Afrika – Afričko prvenstvo Amerika: FIBA Amerika – Američko prvenstvo Azija: FIBA Azija - Azijsko prvenstvo Europa: FIBA Europa – Europsko prvenstvo Oceanija: FIBA Oceanija – Oceanijsko prvenstvo |                     |

| Bivše države: | Čehoslovačka • DR Njemačka • Jugoslavija • Srbija i Crna Gora • SSSR |

| eurokupovi            | Euroliga • ULEB Eurokup • FIBA Liga prvaka • FIBA Europe Cup |
|                       | |
| bivši eurokupovi      | Kup prvaka / FIBA Euroliga (1958.-2001.) • KPK / Eurokup / Saporta kup (1966.-2002.) • Kup Radivoja Koraća (1972.-2002.) • EuroChallenge (2003.-2015.) • Eurokup Challenge (2002.-2007.) • Regional Challenge (2002./03.) |
|                       | |
| regionalne lige       | VTB liga • Jadranska liga • Baltička liga • Balkanska liga • Alpe Adria Cup |
| bivše regionalne lige | NEBL • CEBL |

| bivše regionalne lige | NEBL • CEBL |

| SAD              | glavne lige National Basketball Association • NBL (1937.-1949.) • ABA (1967.-1976.) niže lige NBA D • CBA sveučilišne lige NCAA Divizija I • NCAA Divizija II • NCAA Divizija III • NAIA |
|                  | |
| međunarodne lige | FIBA Americas League • Liga Sudamericana • Kup prvaka Južne Amerike |
| glavne lige      | National Basketball Association • NBL (1937.-1949.) • ABA (1967.-1976.) |
|                  | |
| niže lige        | NBA D • CBA |
|                  | |
| sveučilišne lige | NCAA Divizija I • NCAA Divizija II • NCAA Divizija III • NAIA |

| glavne lige      | National Basketball Association • NBL (1937.-1949.) • ABA (1967.-1976.) |
|                  |                                                                         |
| niže lige        | NBA D • CBA                                                             |
|                  |                                                                         |
| sveučilišne lige | NCAA Divizija I • NCAA Divizija II • NCAA Divizija III • NAIA           |

| međunarodne lige | Azijski kup prvaka • ABA klupsko prvenstvo • ASEAN liga • Zapadnoazijska liga |

| Bivše države: | Čehoslovačka • DR Njemačka • Jugoslavija • Srbija i Crna Gora • SSSR |

| eurokupovi            | Euroliga • ULEB Eurokup • FIBA Liga prvaka • FIBA Europe Cup |
|                       | |
| bivši eurokupovi      | Kup prvaka / FIBA Euroliga (1958.-2001.) • KPK / Eurokup / Saporta kup (1966.-2002.) • Kup Radivoja Koraća (1972.-2002.) • EuroChallenge (2003.-2015.) • Eurokup Challenge (2002.-2007.) • Regional Challenge (2002./03.) |
|                       | |
| regionalne lige       | VTB liga • Jadranska liga • Baltička liga • Balkanska liga • Alpe Adria Cup |
| bivše regionalne lige | NEBL • CEBL |

| bivše regionalne lige | NEBL • CEBL |

| SAD              | glavne lige National Basketball Association • NBL (1937.-1949.) • ABA (1967.-1976.) niže lige NBA D • CBA sveučilišne lige NCAA Divizija I • NCAA Divizija II • NCAA Divizija III • NAIA |
|                  | |
| međunarodne lige | FIBA Americas League • Liga Sudamericana • Kup prvaka Južne Amerike |
| glavne lige      | National Basketball Association • NBL (1937.-1949.) • ABA (1967.-1976.) |
|                  | |
| niže lige        | NBA D • CBA |
|                  | |
| sveučilišne lige | NCAA Divizija I • NCAA Divizija II • NCAA Divizija III • NAIA |

| glavne lige      | National Basketball Association • NBL (1937.-1949.) • ABA (1967.-1976.) |
|                  |                                                                         |
| niže lige        | NBA D • CBA                                                             |
|                  |                                                                         |
| sveučilišne lige | NCAA Divizija I • NCAA Divizija II • NCAA Divizija III • NAIA           |

| međunarodne lige | Azijski kup prvaka • ABA klupsko prvenstvo • ASEAN liga • Zapadnoazijska liga |

| Bivše države: | Čehoslovačka • DR Njemačka • Jugoslavija • Srbija i Crna Gora • SSSR |

| eurokupovi            | Euroliga • ULEB Eurokup • FIBA Liga prvaka • FIBA Europe Cup |
|                       | |
| bivši eurokupovi      | Kup prvaka / FIBA Euroliga (1958.-2001.) • KPK / Eurokup / Saporta kup (1966.-2002.) • Kup Radivoja Koraća (1972.-2002.) • EuroChallenge (2003.-2015.) • Eurokup Challenge (2002.-2007.) • Regional Challenge (2002./03.) |
|                       | |
| regionalne lige       | VTB liga • Jadranska liga • Baltička liga • Balkanska liga • Alpe Adria Cup |
| bivše regionalne lige | NEBL • CEBL |

| bivše regionalne lige | NEBL • CEBL |

| SAD              | glavne lige National Basketball Association • NBL (1937.-1949.) • ABA (1967.-1976.) niže lige NBA D • CBA sveučilišne lige NCAA Divizija I • NCAA Divizija II • NCAA Divizija III • NAIA |
|                  | |
| međunarodne lige | FIBA Americas League • Liga Sudamericana • Kup prvaka Južne Amerike |
| glavne lige      | National Basketball Association • NBL (1937.-1949.) • ABA (1967.-1976.) |
|                  | |
| niže lige        | NBA D • CBA |
|                  | |
| sveučilišne lige | NCAA Divizija I • NCAA Divizija II • NCAA Divizija III • NAIA |

| glavne lige      | National Basketball Association • NBL (1937.-1949.) • ABA (1967.-1976.) |
|                  |                                                                         |
| niže lige        | NBA D • CBA                                                             |
|                  |                                                                         |
| sveučilišne lige | NCAA Divizija I • NCAA Divizija II • NCAA Divizija III • NAIA           |

| međunarodne lige | Azijski kup prvaka • ABA klupsko prvenstvo • ASEAN liga • Zapadnoazijska liga |

| Bivše države: | Čehoslovačka • DR Njemačka • Jugoslavija • Srbija i Crna Gora • SSSR |

| eurokupovi            | Euroliga • ULEB Eurokup • FIBA Liga prvaka • FIBA Europe Cup |
|                       | |
| bivši eurokupovi      | Kup prvaka / FIBA Euroliga (1958.-2001.) • KPK / Eurokup / Saporta kup (1966.-2002.) • Kup Radivoja Koraća (1972.-2002.) • EuroChallenge (2003.-2015.) • Eurokup Challenge (2002.-2007.) • Regional Challenge (2002./03.) |
|                       | |
| regionalne lige       | VTB liga • Jadranska liga • Baltička liga • Balkanska liga • Alpe Adria Cup |
| bivše regionalne lige | NEBL • CEBL |

| bivše regionalne lige | NEBL • CEBL |

| SAD              | glavne lige National Basketball Association • NBL (1937.-1949.) • ABA (1967.-1976.) niže lige NBA D • CBA sveučilišne lige NCAA Divizija I • NCAA Divizija II • NCAA Divizija III • NAIA |
|                  | |
| međunarodne lige | FIBA Americas League • Liga Sudamericana • Kup prvaka Južne Amerike |
| glavne lige      | National Basketball Association • NBL (1937.-1949.) • ABA (1967.-1976.) |
|                  | |
| niže lige        | NBA D • CBA |
|                  | |
| sveučilišne lige | NCAA Divizija I • NCAA Divizija II • NCAA Divizija III • NAIA |

| glavne lige      | National Basketball Association • NBL (1937.-1949.) • ABA (1967.-1976.) |
|                  |                                                                         |
| niže lige        | NBA D • CBA                                                             |
|                  |                                                                         |
| sveučilišne lige | NCAA Divizija I • NCAA Divizija II • NCAA Divizija III • NAIA           |

| međunarodne lige | Azijski kup prvaka • ABA klupsko prvenstvo • ASEAN liga • Zapadnoazijska liga |